# NGC 6150
NGC 6150 је елиптична галаксија у сазвежђу Херкул која се налази на NGC листи објеката дубоког неба.
Деклинација објекта је + 40° 29' 20" а ректасцензија 16h 25m 49,9s. Привидна величина (магнитуда) објекта NGC 6150 износи 14,0 а фотографска магнитуда 15,0. NGC 6150 је још познат и под ознакама NGC 6150A, MCG 7-34-29, CGCG 224-22, PGC 58105.